# Kristina Lotrinská
Kristina Lotrinská (16. srpna 1565 Nancy – 19. prosince 1637 Florencie) byla členkou rodu Lotrinských a sňatkem toskánskou velkovévodkyní. Od roku 1621 vládla spolu se svou snachou jako regentka během nezletilosti svého vnuka.

## Lotrinská princezna
Kristina se narodila v Nancy jako dcera Karla III. Lotrinského a jeho manželky Klaudie Francouzské, dcery Kateřiny Medicejské. Jmenovala se po své babičce z otcovy strany, Kristině Dánské.

## Manželství
V roce 1587 zemřel velkovévoda František I. Medicejský bez mužského dědice a jeho bratr Ferdinand se okamžitě prohlásil třetím toskánským velkovévodou. Hledal manželku, kterou by si zachoval svou politickou nezávislost, a tak si Ferdinand vybral svou vzdálenou sestřenici, Kristinu Lotrinskou, oblíbenou vnučku francouzské královny Kateřiny Medicejské. Kateřina ji přiměla k tomuto sňatku, čímž vzniklo spojenectví Medicejů s Francií, nikoliv se Španělskem.
Přepychové a dobře zdokumentované svatební slavnosti, konající se v roce 1589 ve Florencii, byly navrženy tak, aby zapůsobily na královské rody Evropy. Svatební obřad ve florentské katedrále byl následován venkovními akcemi pro veřejnost, kterými byly bankety, plesy, komedie a hudební mezihry, a pro šlechtu také falešná námořní bitva v zatopeném nádvoří paláce Pitti. Dohromady svatební podívaná stála přibližně čtrnáct milionů liber v přepočtu na měnu 21. století. Tyto okázalé a inovativní formy zábavy se ukázaly být lepší než herectví. Do značné míry ovlivnili divadelní praxi evropských dvorů 17. století.

## Regentka Toskánska
Její syn Cosimo zemřel v roce 1621 a vévodou se stal jeho desetiletý syn Ferdinand. Kristina a její snacha, Marie Magdalena Habsburská, se staly regentkami až do chlapcovy dospělosti. Jejich společné regentství je známé jako Tutrici. Obě ženy měly podobnou povahu. Vládly v souladu s papežstvím a zdvojnásobily toskánské duchovenstvo. Po smrti posledního vévody z Urbina, namísto toho, aby si nárokovaly vévodství pro Ferdinanda, který se oženil s jeho vnučkou a dědičkou, Vittorií Della Rovere, dovolily, aby vévodství anektoval papež Urban VIII.
V roce 1626 zakázaly toskánským občanům vzdělávat se mimo velkovévodství. Tento zákon obnovil Kristinin pravnuk, Cosimo III. Medicejský. Harold Acton přisoudil úpadek Toskánska jejich regentství. Vévodkyně vdova poslala Ferdinanda v roce 1627 na cestu po Evropě. Marie Magdalena zemřela v roce 1631, rok před tím, než se její syn ujal vlády. Kristina zemřela ve Florencii v roce 1637. Bylo jí 72 let.

## Potomci
- 1. Cosimo II. Medicejský (12. 5. 1590 Florencie – 28. 2. 1621 tamtéž), toskánský velkovévoda od roku 1609 až do své smrti[3][4]
⚭ 1608 Marie Magdalena Habsburská (7. 10. 1589 Štýrský Hradec – 1. 11. 1631 Pasov)[5][6]
- 2. Eleonora Medicejská (10. 11. 1591 Florencie – 22. 11. 1617 tamtéž), svobodná a bezdětná[7][8]
- 3. Kateřina Medicejská (2. 5. 1593 Florencie – 17. 4. 1629 Siena), guvernérka Sieny v letech 1627–1629[9][10]
⚭ 1617 Ferdinand Gonzaga (26. 4. 1587 Mantova – 29. 10. 1626 tamtéž), vévoda z Mantovy a Montferratu od roku 1612 až do své smrti[11][12]
- 4. František Medicejský (14. 5. 1594 Florencie – 17. 5. 1614 Pisa), svobodný a bezdětný[8]
- 5. Karel Medicejský (19. 3. 1595 Florencie – 17. 6. 1666 tamtéž), kardinál[13][14]
- 6. Filip Medicejský (9. 4. 1598 Florencie – 1. 4. 1602 tamtéž)[8]
- 7. Lorenzo Medicejský (1. 8. 1599 Florencie – 15. 11. 1648 tamtéž), svobodný a bezdětný[15]
- 8. Marie Magdalena Medicejská (29. 6. 1600 Florencie – 28. 12. 1633 tamtéž), svobodná a bezdětná[16][17]
- 9. Klaudie Medicejská (4. 6. 1604 Florencie – 25. 12. 1648 Innsbruck)[18][19]
I. ⚭ 1621 Federico Ubaldo della Rovere (16. 5. 1605 Pesaro – 28. 6. 1623 Urbino), vévoda z Urbina od roku 1621 až do své smrti[20][21]
II. ⚭ 1626 Leopold V. Habsburský (9. 10. 1586 Štýrský Hradec – 13. 9. 1632 Schwaz), hrabě tyrolský, biskup pasovský a štrasburský[22][23]

## Vývod z předků
|                    |                                 |  |                   |                         |  |  |  |  |  |  |  | René II. Lotrinský |
|                    |                                 |  |                   |                         |  |  |  |  |  |  |  |                    |
|                    | Antonín Lotrinský               |  |                   |                         |  |  |  |  |  |  |  |                    |
|                    |                                 |  |                   |                         |  |  |  |  |  |  |  |                    |
|                    |                                 |  |                   | Filipa z Guelders       |  |  |  |  |  |  |  |                    |
|                    |                                 |  |                   |                         |  |  |  |  |  |  |  |                    |
|                    | František I. Lotrinský          |  |                   |                         |  |  |  |  |  |  |  |                    |
|                    |                                 |  |                   |                         |  |  |  |  |  |  |  |                    |
|                    |                                 |  |                   | Gilbert z Montpensieru  |  |  |  |  |  |  |  |                    |
|                    |                                 |  |                   |                         |  |  |  |  |  |  |  |                    |
|                    | Renata Bourbonská               |  |                   |                         |  |  |  |  |  |  |  |                    |
|                    |                                 |  |                   |                         |  |  |  |  |  |  |  |                    |
|                    |                                 |  |                   | Klára Gonzagová         |  |  |  |  |  |  |  |                    |
|                    |                                 |  |                   |                         |  |  |  |  |  |  |  |                    |
|                    | Karel III. Lotrinský            |  |                   |                         |  |  |  |  |  |  |  |                    |
|                    |                                 |  |                   |                         |  |  |  |  |  |  |  |                    |
|                    |                                 |  |                   | Jan I. Dánský           |  |  |  |  |  |  |  |                    |
|                    |                                 |  |                   |                         |  |  |  |  |  |  |  |                    |
|                    | Kristián II. Dánský             |  |                   |                         |  |  |  |  |  |  |  |                    |
|                    |                                 |  |                   |                         |  |  |  |  |  |  |  |                    |
|                    |                                 |  |                   | Kristina Saská          |  |  |  |  |  |  |  |                    |
|                    |                                 |  |                   |                         |  |  |  |  |  |  |  |                    |
|                    | Kristina Dánská                 |  |                   |                         |  |  |  |  |  |  |  |                    |
|                    |                                 |  |                   |                         |  |  |  |  |  |  |  |                    |
|                    |                                 |  |                   | Filip I. Kastilský      |  |  |  |  |  |  |  |                    |
|                    |                                 |  |                   |                         |  |  |  |  |  |  |  |                    |
|                    | Isabela Habsburská              |  |                   |                         |  |  |  |  |  |  |  |                    |
|                    |                                 |  |                   |                         |  |  |  |  |  |  |  |                    |
|                    |                                 |  |                   | Jana I. Kastilská       |  |  |  |  |  |  |  |                    |
|                    |                                 |  |                   |                         |  |  |  |  |  |  |  |                    |
| Kristina Lotrinská |                                 |  |                   |                         |  |  |  |  |  |  |  |                    |
|                    |                                 |  |                   |                         |  |  |  |  |  |  |  |                    |
|                    |                                 |  | Karel z Angoulême |                         |  |  |  |  |  |  |  |                    |
|                    |                                 |  |                   |                         |  |  |  |  |  |  |  |                    |
|                    | František I. Francouzský        |  |                   |                         |  |  |  |  |  |  |  |                    |
|                    |                                 |  |                   |                         |  |  |  |  |  |  |  |                    |
|                    |                                 |  |                   | Luisa Savojská          |  |  |  |  |  |  |  |                    |
|                    |                                 |  |                   |                         |  |  |  |  |  |  |  |                    |
|                    | Jindřich II. Francouzský        |  |                   |                         |  |  |  |  |  |  |  |                    |
|                    |                                 |  |                   |                         |  |  |  |  |  |  |  |                    |
|                    |                                 |  |                   | Ludvík XII. Francouzský |  |  |  |  |  |  |  |                    |
|                    |                                 |  |                   |                         |  |  |  |  |  |  |  |                    |
|                    | Klaudie Francouzská             |  |                   |                         |  |  |  |  |  |  |  |                    |
|                    |                                 |  |                   |                         |  |  |  |  |  |  |  |                    |
|                    |                                 |  |                   | Anna Bretaňská          |  |  |  |  |  |  |  |                    |
|                    |                                 |  |                   |                         |  |  |  |  |  |  |  |                    |
|                    | Claude Francouzská              |  |                   |                         |  |  |  |  |  |  |  |                    |
|                    |                                 |  |                   |                         |  |  |  |  |  |  |  |                    |
|                    |                                 |  |                   | Petr Medicejský         |  |  |  |  |  |  |  |                    |
|                    |                                 |  |                   |                         |  |  |  |  |  |  |  |                    |
|                    | Lorenzo II. Medicejský          |  |                   |                         |  |  |  |  |  |  |  |                    |
|                    |                                 |  |                   |                         |  |  |  |  |  |  |  |                    |
|                    |                                 |  |                   | Alfonsina Orsini        |  |  |  |  |  |  |  |                    |
|                    |                                 |  |                   |                         |  |  |  |  |  |  |  |                    |
|                    | Kateřina Medicejská             |  |                   |                         |  |  |  |  |  |  |  |                    |
|                    |                                 |  |                   |                         |  |  |  |  |  |  |  |                    |
|                    |                                 |  |                   | Jan III. z Auvergne     |  |  |  |  |  |  |  |                    |
|                    |                                 |  |                   |                         |  |  |  |  |  |  |  |                    |
|                    | Madeleine de la Tour d'Auvergne |  |                   |                         |  |  |  |  |  |  |  |                    |
|                    |                                 |  |                   |                         |  |  |  |  |  |  |  |                    |
|                    |                                 |  |                   | Jana Bourbonská-Vendôme |  |  |  |  |  |  |  |                    |
|                    |                                 |  |                   |                         |  |  |  |  |  |  |  |                    |